# Coniopteryx aequatoriana
Coniopteryx aequatoriana är en insektsart som beskrevs av Monserrat 1989. Coniopteryx aequatoriana ingår i släktet Coniopteryx och familjen vaxsländor. Inga underarter finns listade i Catalogue of Life.